# Lithobius libanicus
Lithobius libanicus är en mångfotingart som beskrevs av Matic 1967. Lithobius libanicus ingår i släktet Lithobius och familjen stenkrypare.
Artens utbredningsområde är Libanon. Inga underarter finns listade i Catalogue of Life.